# Aubrac

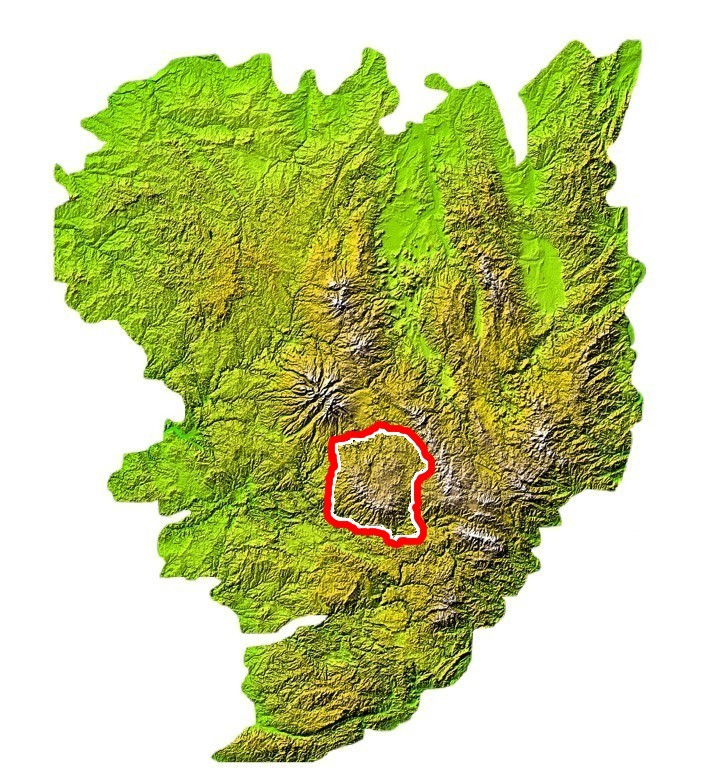
Ligging van de Aubrac in het Centraal Massief

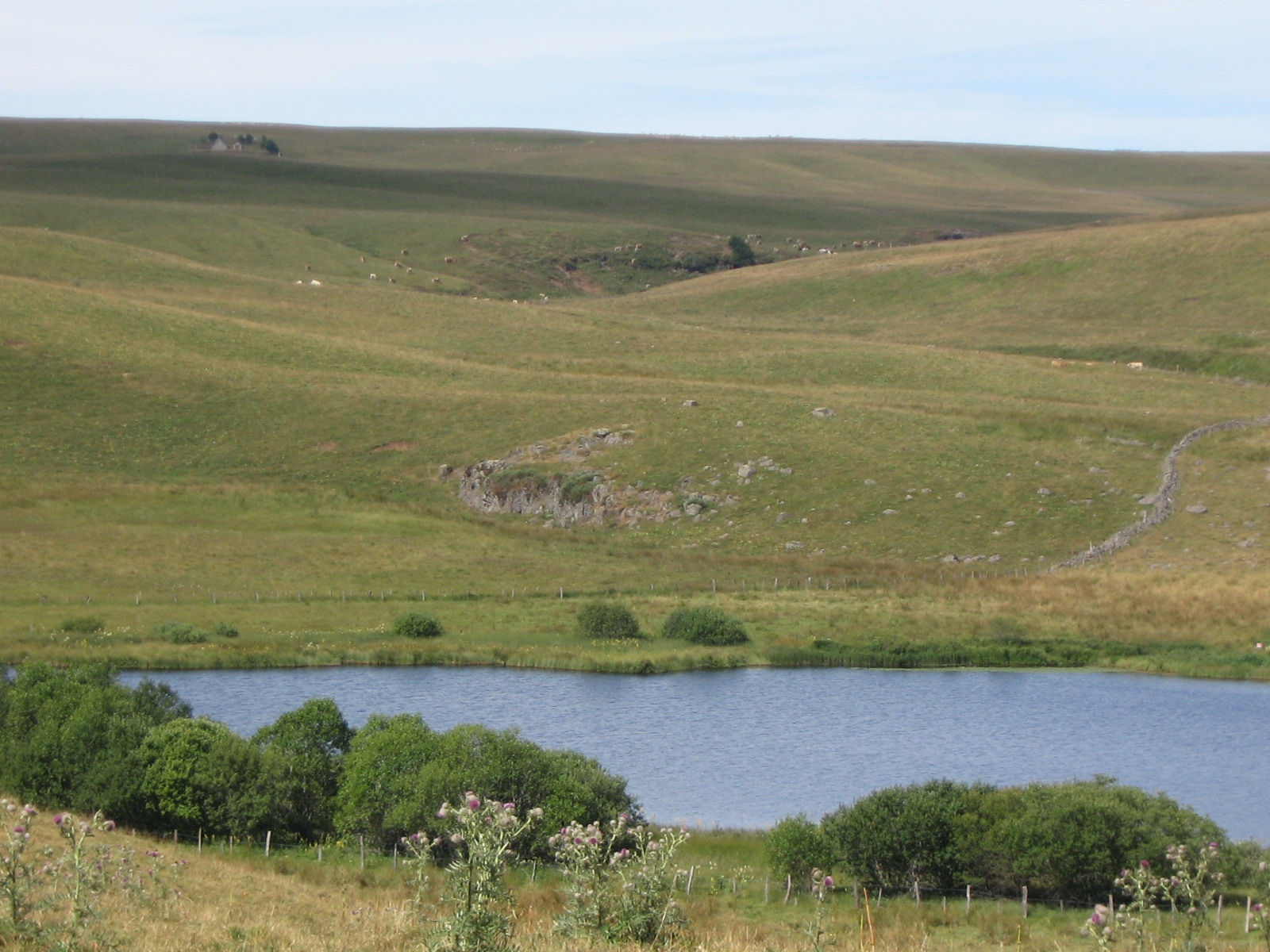
Een meer in Aubrac

De Aubrac is een gebied en regionaal natuurpark in het Centraal Massief in Frankrijk met vulkanische granietplateaus tussen het dal van de Truyère in het westen, noorden en noordoosten en het dal van de  Lot in het zuiden. Het bestaat voor een groot deel uit arme grond met weidse vergezichten.
Aubrac ligt in de departementen Lozère, Cantal en Aveyron. De Aubrac ligt ten zuidoosten van het Cantalgebergte en vertoont gelijkenissen met de Cézallier, een gelijkaardige streek ten noordoosten van de Cantal-vulkaan. Ten oosten van de Aubrac ligt de Margeride; ten zuiden liggen de Grands Causses (Causse de Sévérac).

## Hoogste punten
Het hoogste punt van de Aubrac is de Signal de Mailhebiau (1469 m) aan de zuidelijke rand van het plateau in de gemeente Trélans. Ten zuiden van dit punt daalt het reliëf sterk naar de lager gelegen vallei van de Lot bij Saint-Laurent-d'Olt.

## Natuur
In het westen van Aubrac zijn beukenbossen, heidegronden en enkele meren. In de winter ligt er vaak sneeuw. Het is een heuvelachtig gebied. Typerend in het landschap zijn de burons, traditionele herdershutten. Er komen wolven voor.

## Plaatsen
Enkele plaatsen zijn:
- Aumont-Aubrac
- Laguiole
- Malbouzon
- Marchastel
- Nasbinals
- Saint-Urcize

De Aubrac is dunbevolkt en weinig toeristisch.